# Entoria longiopercula
Entoria longiopercula is een insect uit de orde Phasmatodea en de  familie Phasmatidae. De wetenschappelijke naam van deze soort is voor het eerst geldig gepubliceerd in 1935 door Shiraki.